# Andrea Mantovani (motorcoureur)
Andrea Mantovani (Ferrara, 30 september 1994) is een Italiaans motorcoureur.

## Carrière
Mantovani debuteerde in 2007 in het Italiaanse Minimoto-kampioenschap. In 2008 maakte hij de overstap naar de Aprilia Junior GP Trophy. In 2009 en 2010 kwam hij uit in de 125 Sport Production-klasse van het Italiaans kampioenschap wegrace. In 2011 stapte hij over naar de 125cc-klasse van het Italiaans kampioenschap wegrace, waarin hij op een Aprilia reed. Twee zesde plaatsen op het Misano World Circuit Marco Simoncelli en het Circuit Mugello waren zijn beste resultaten. Met 33 punten werd hij elfde in de eindstand. In 2012 bleef hij actief in deze klasse en stond hij op Mugello en op het Autodromo Enzo e Dino Ferrari op het podium. Met 56 punten werd hij zesde in het klassement.
In 2013 stapte Mantovani binnen het Italiaans kampioenschap over naar de Superstock 600-klasse, waarin hij uitkwam op een Yamaha. Een achtste plaats op Mugello was zijn beste resultaat. Met 13 punten werd hij negentiende in het kampioenschap. In 2014 kwam hij uit in het Italiaans kampioenschap Supersport op een Yamaha. Een zesde plaats op Mugello was zijn beste klassering, en met 19 punten werd hij achttiende in de eindstand. In 2015 kwam bleef hij actief in deze klasse op een Yamaha. Hij behaalde zijn eerste podiumfinish op Mugello en voegde hier op Imola en tijdens tweede raceweekend op Mugello nog twee aan toe. Met 98 punten werd hij zesde in het eindklassement.
In 2016 stapte Mantovani over naar de FIM Superstock 1000 Cup, waarin hij opnieuw op een Yamaha reed. Een vijfde plaats op het TT-Circuit Assen was zijn beste resultaat. Met 46 punten werd hij tiende in het kampioenschap. In 2017 keerde hij terug naar het Italiaans kampioenschap wegrace, maar nam hij ditmaal deel aan de superbike-klasse op een Aprilia. Zijn beste resultaten waren twee vierde plaatsen op Misano en het Autodromo Vallelunga. Met 82 punten werd hij achtste in de eindstand. Aan het eind van het jaar nam hij deel aan de laatste race van de FIM Superstock 1000 Cup op het Circuito Permanente de Jerez op een Aprilia; hij werd tiende in de race.
In 2018 bleef Mantovani actief in het Italiaans kampioenschap superbike op een Aprilia. Hij behaalde zijn eerste podiumfinish op Mugello en hij werd met 73 punten elfde in de eindstand. Dat jaar reed hij tevens drie wildcardraces in de FIM Superstock 1000 Cup. Een vijfde plaats op het Automotodrom Brno was hier zijn beste resultaat. In 2019 stapte hij binnen het Italiaanse kampioenschap over naar een BMW. Hij behaalde een podiumplaats op Mugello en werd met 52 punten twaalfde in het eindklassement. In 2020 reed hij in zes van de acht races van het Italiaans kampioenschap superbike op een BMW. Een zesde plaats op Imola was zijn beste raceuitslag. Met 19 punten werd hij veertiende in de eindstand.
In 2021 debuteerde Mantovani in de MotoE-klasse van het wereldkampioenschap wegrace bij het team Indonesian E-Racing Gresini MotoE. Een achtste plaats in de eerste race in Spanje was zijn beste resultaat. Met 29 punten werd hij veertiende in het klassement. Tevens debuteerde hij dat jaar in het wereldkampioenschap superbike als wildcardcoureur op een Kawasaki tijdens de raceweekenden op Assen en Jerez. Hij scoorde twee punten met een veertiende plaats in zijn eerste race.

## Statistieken

### Grand Prix

#### Per seizoen
| Seizoen | Klasse | Motor    | Team                              | Races | Winst | Podiums | Poles | SR | Ptn | Pos |
| ------- | ------ | -------- | --------------------------------- | ----- | ----- | ------- | ----- | -- | --- | --- |
| 2021    | MotoE  | Energica | Indonesian E-Racing Gresini MotoE | 6     | 0     | 0       | 0     | 0  | 29  | 14e |
| 2022    | MotoE  | Energica | WithU GRT RNF MotoE Team          | 4     | 0     | 0       | 0     | 1  | 25  | 16e |
| 2023    | MotoE  | Ducati   | RNF MotoE Team                    | 16    | 2     | 3       | 0     | 0  | 138 | 8e  |
| 2024    | MotoE  | Ducati   | Klint Forward Factory Team        | 16    | 0     | 0       | 0     | 0  | 113 | 9e  |
| 2025*   | MotoE  | Ducati   | Klint Forward Factory Team        | 6     | 1     | 3       | 0     | 2  | 88  | 1e  |
| Totaal  | Totaal | Totaal   | Totaal                            | 48    | 3     | 6       | 0     | 3  | 403 |     |

#### Per klasse
| Klasse | Seizoenen  | 1e GP       | 1e podium      | 1e winst       | Races | Winst | Podiums | Poles | SR | Ptn | Kampioen |
| ------ | ---------- | ----------- | -------------- | -------------- | ----- | ----- | ------- | ----- | -- | --- | -------- |
| MotoE  | 2021-heden | Spanje 2021 | Italië 2023 R1 | Italië 2023 R1 | 48    | 3     | 6       | 0     | 3  | 403 | 0        |
| Totaal | 2021-heden | 2021-heden  | 2021-heden     | 2021-heden     | 48    | 3     | 6       | 0     | 3  | 403 | 0        |

#### Races per jaar
(vetgedrukt betekent pole positie; cursief betekent snelste ronde)
| Jaar | Klasse | Motor    | 1        | 2       | 3      | 4        | 5        | 6       | 7      | 8        | 9       | 10      | 11       | 12     | 13     | 14     | 15      | 16     | Pos | Ptn |
| ---- | ------ | -------- | -------- | ------- | ------ | -------- | -------- | ------- | ------ | -------- | ------- | ------- | -------- | ------ | ------ | ------ | ------- | ------ | --- | --- |
| 2021 | MotoE  | Energica | SPA 8    | FRA DNS | CAT 14 | NED 14   | OOS 11   | SMR1 11 | SMR2 9 |          |         |         |          |        |        |        |         |        | 14  | 29  |
| 2022 | MotoE  | Energica | SPA1     | SPA2    | FRA1 9 | FRA2 11  | ITA1 DSQ | ITA2 4  | NED1   | NED2     | OOS1    | OOS2    | SMR1     | SMR2   |        |        |         |        | 16  | 25  |
| 2023 | MotoE  | Ducati   | FRA1 DNF | FRA2 6  | ITA1 1 | ITA2 DNF | DUI1 9   | DUI2 10 | NED1 5 | NED2 DNF | GBR1 10 | GBR2 6  | OOS1 DNF | OOS2 9 | CAT1 1 | CAT2 2 | SMR1 16 | SMR2 5 | 8   | 138 |
| 2024 | MotoE  | Ducati   | POR1 7   | POR2 9  | FRA1 5 | FRA2 5   | CAT1 15  | CAT2 7  | ITA1 6 | ITA2 5   | NED1 NC | NED2 14 | DUI1 11  | DUI2 8 | OOS1 7 | OOS2 9 | SMR1 10 | SMR2 9 | 9   | 113 |
| 2025 | MotoE  | Ducati   | FRA1 2   | FRA2 7  | NED1 1 | NED2 2   | OOS1 8   | OOS2 10 | HON1   | HON2     | CAT1    | CAT2    | SMR1     | SMR2   | POR1   | POR2   |         |        | 1*  | 88* |

* Seizoen nog bezig.